# Werner Joseph Wittkower

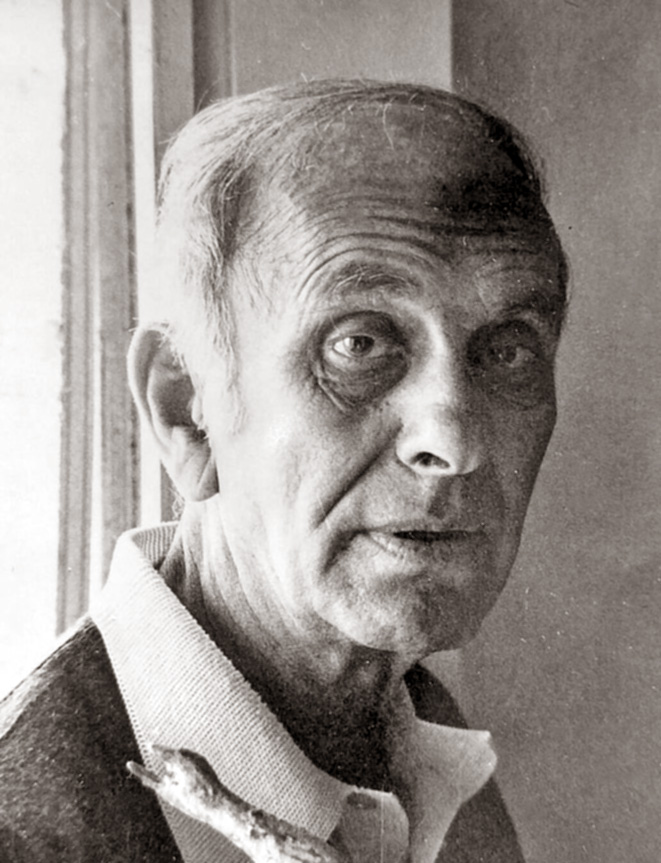
Werner Joseph Wittkower (ohne Fotograf, circa 1976)

Werner Joseph Wittkower (hebräisch וֶרְנֶר יוֹסֵף וִיטְקוֹבֶר; geboren 12. Mai 1903 in Berlin; gestorben 11. Dezember 1997 in Tel Aviv) war ein deutsch-israelischer Architekt.

## Leben
Werner Joseph Wittkowers Vater Henry Wittkower (1865–1942) war ein britischer Börsenmakler, der in Deutschland lebte, seine Mutter Gertrude Ansbach (1876–1965) stammte aus Berlin, beide emigrierten 1936 nach England. Die 1900 geborene Schwester Käte floh nach Argentinien, sein Bruder Rudolf Wittkower (1901–1971) wurde Kunsthistoriker und floh ebenfalls nach England. Die Schwester Elly Friedmann, 1912 geboren, schrieb sich noch 1932 an der Berliner Universität ein und musste 1933 nach Palästina emigrieren.
Wittkower war als Jugendlicher Mitglied des Wandervogel und des jüdischen Wanderbunds „Blau-Weiß“. Er studierte 1926/27 Kunstgeschichte und Archäologie an den Universitäten Berlin und Heidelberg und von 1927 an Architektur an der TH Stuttgart bei Paul Bonatz und Paul Schmitthenner und arbeitete nebenher im Büro des Architekten Richard Döcker. Er machte 1931 das Diplom und ging als selbständiger Architekt nach Berlin, wo er bei Bruno Taut und Hugo Häring in der Siedlung Onkel Toms Hütte mitwirkte. 1932 nahm er mit einem Wochenendhaus an der Sommerschau „Sonne, Luft und Haus für Alle“ des Berliner Messeamtes teil. Wittkower heiratete 1933 Eva Henriette Fürst (1913–), sie war Schneiderin, Modistin und später Leiterin einer Bekleidungsfabrik.
Nach der Machtübergabe an die Nationalsozialisten 1933 reisten sie mit einem Touristenvisum nach Palästina und verschafften sich dort ein A 1-Einwanderungszertifikat. Wittkower wurde eine Zeit Mitglied im Kibbuz Mischmar haEmek, er arbeitete im Architekturbüro Neufeld-Jarost und machte sich dann selbständig. Er befasste sich ab 1936 mit Gebäudeklimatisierung.
Während des Zweiten Weltkriegs arbeitete er als ziviler Bauleiter für die British Army. 1946 gründete und leitete er die Abteilung Siedlungswesen des jüdischen Landesplanungsamtes, noch unter der Mandatsverwaltung, und war bis 1954 auch Mitglied im Stadtplanungskomitee Tel Aviv. Er plante eine Großzahl von neuen Siedlungen in Palästina/Israel, ab 1953 war er Chefarchitekt der Universität Tel Aviv. Wittkower hatte 1953/56 ein gemeinsames Büro mit dem Architekten E. W. Baumann und war bis 1993 im Architekturbüro W. J. Wittkower, A. Adiv, I. Stein tätig. 1979 organisierte er eine Ausstellung israelischer Architekten in West-Berlin.

Bauten
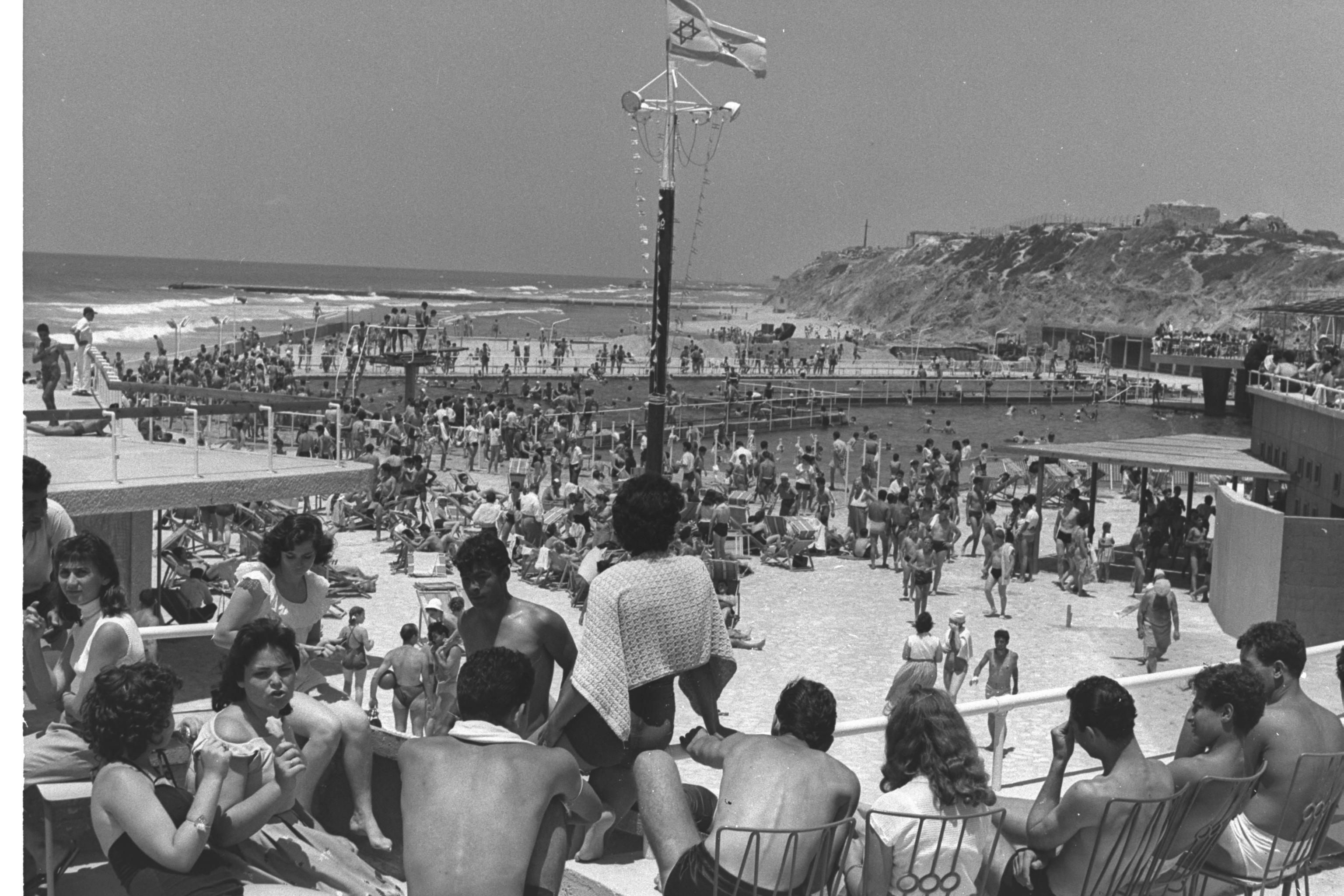
Gordon Pool, 1956
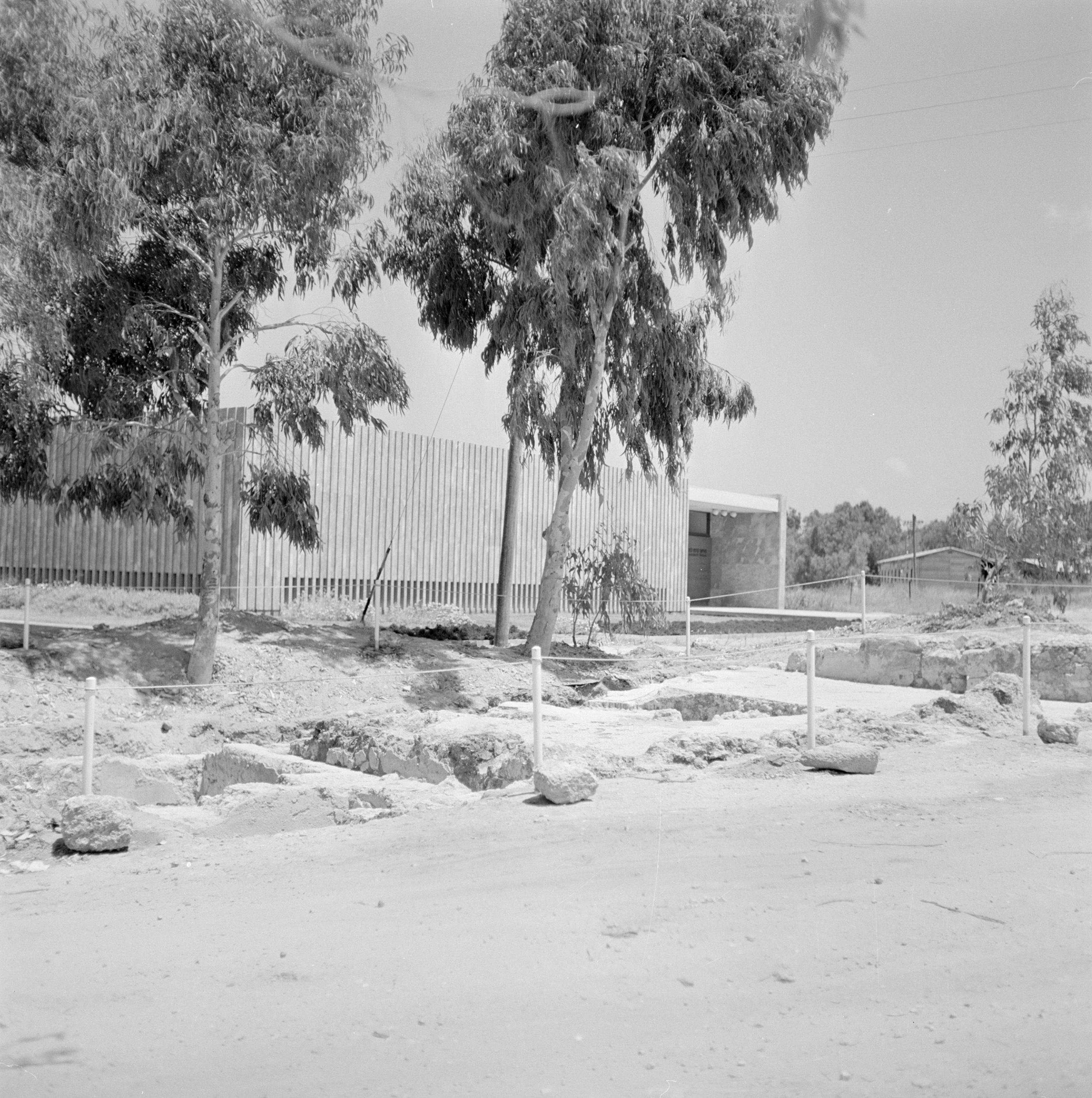
Numismatikpavillon, 1962
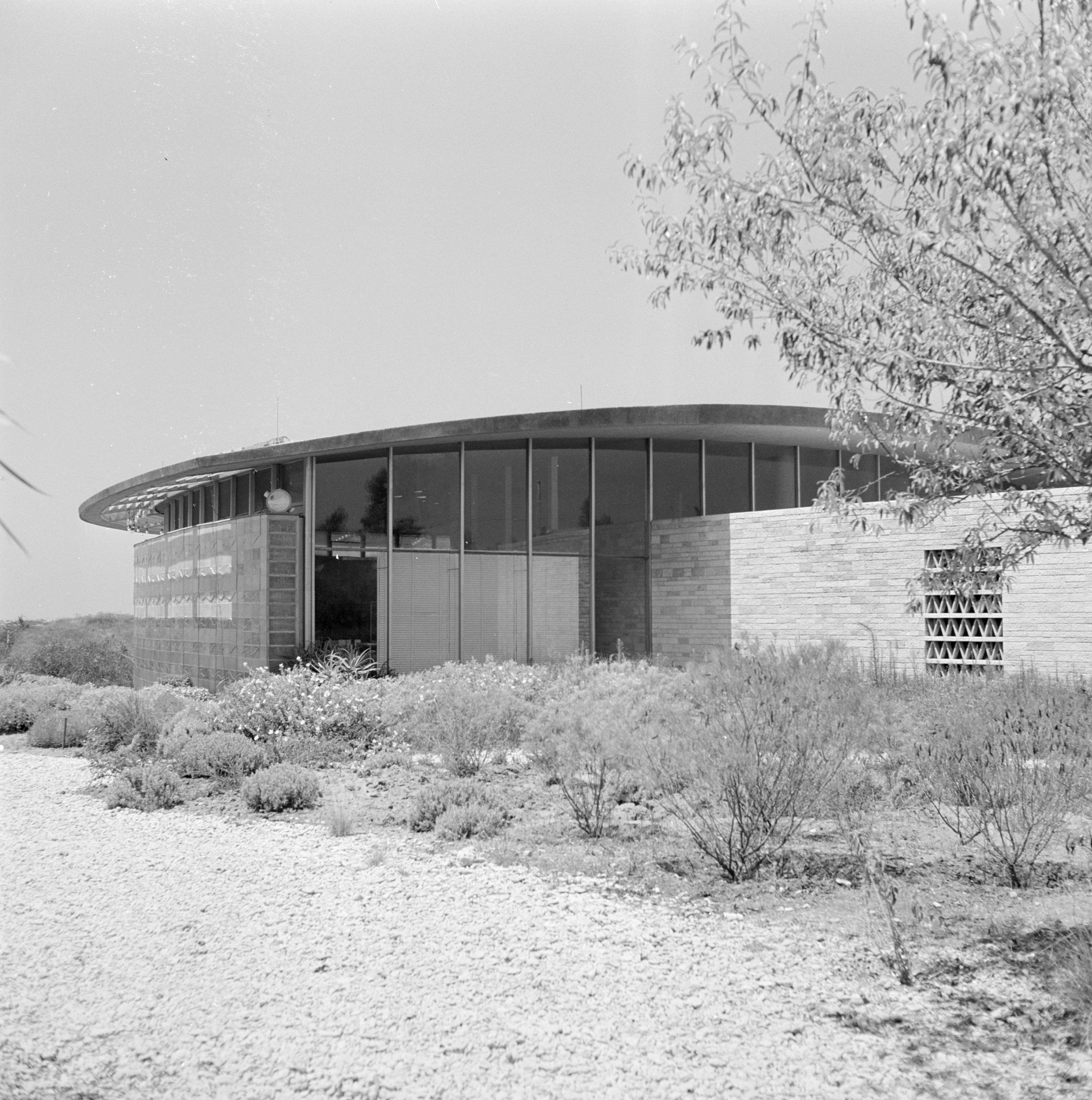
Glaspavillon, 1963
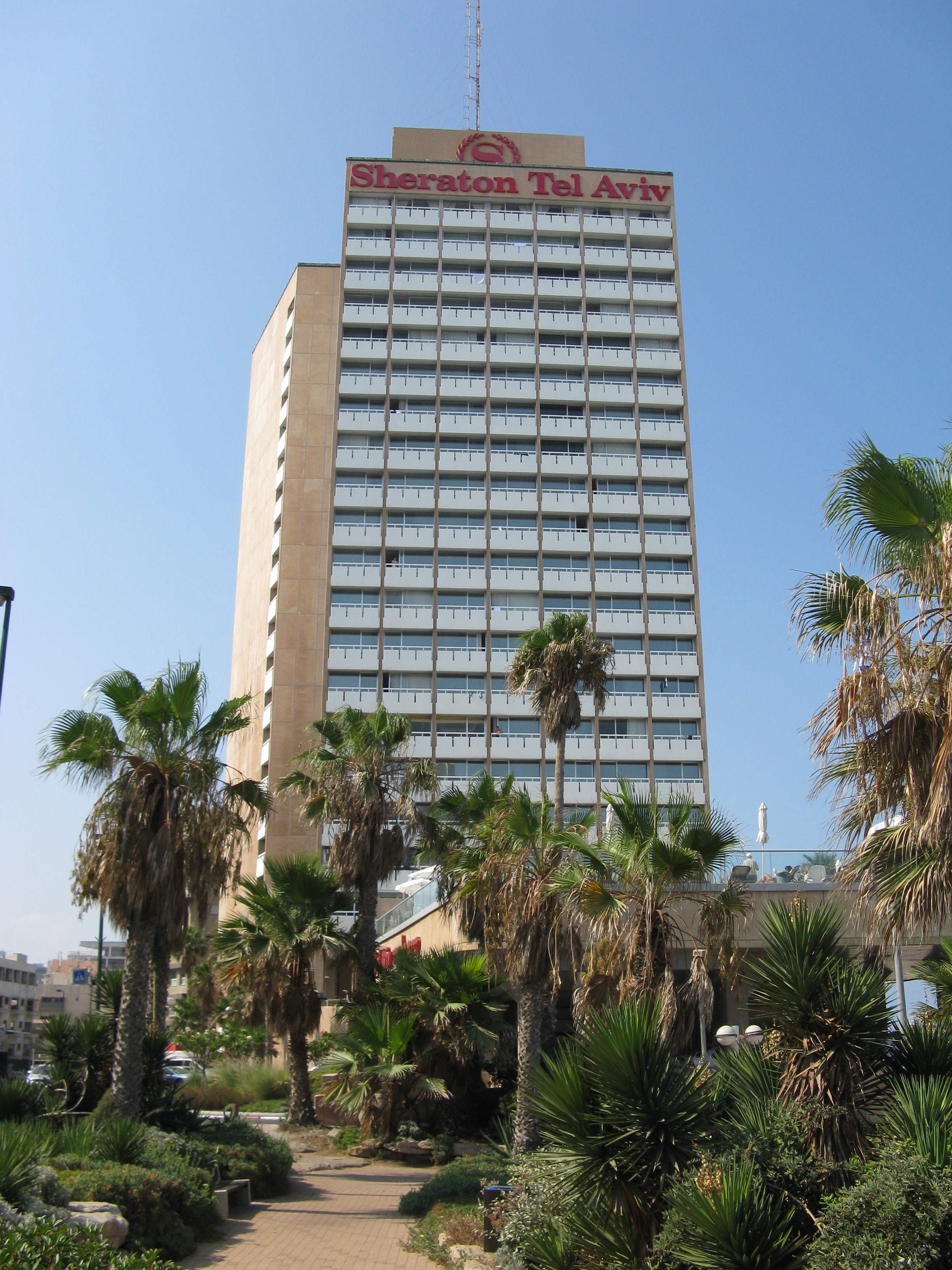
Sheraton Tel Aviv, 1977

## Schriften (Auswahl)
- Städtebau- und Wohnungsbaubestimmungen in Erez Israel, in: Journal of the Association of Engineers & Architects, Tel Aviv, Oktober 1943.
- Climate-adapted Building in Israel. How far has our knowledge influenced Building Practice?, in: Energy and Buildings 7, The Netherlands, 1984